# Jiřina Ptáčníková
Jiřina Ptáčníková, w latach 2012–2014 Svobodová (ur. 20 maja 1986 w Pilźnie) – czeska lekkoatletka specjalizująca się w skoku o tyczce.
W 2012 wzięła ślub z czeskim płotkarzem, medalistą halowych mistrzostw Europy, Peterem Svobodą, jednakże w 2014 para rozwiodła się.

## Osiągnięcia
- złoty medal Uniwersjady (Belgrad 2009)
- 5. miejsce halowych mistrzostw świata (Doha 2010)
- 1. miejsce w zawodach I ligi drużynowych mistrzostw Europy (Budapeszt 2010)
- 5. lokata podczas mistrzostw Europy (Barcelona 2010)
- 4. miejsce na halowych mistrzostwach Europy (Paryż 2011)
- 7. lokata podczas mistrzostw świata (Daegu 2011)
- 6. miejsce na halowych mistrzostwach świata (Stambuł 2012)
- mistrzostwo Europy (Helsinki 2012)
- 6. miejsce na igrzyskach olimpijskich (Londyn 2012)
- 4. miejsce na halowych mistrzostwach Europy (Göteborg 2013)
- 8. miejsce na mistrzostwach świata (Moskwa 2013)
- wielokrotna mistrzyni Czech
- srebrny medal na halowych mistrzostwach świata (Sopot 2014)
- 6. miejsce na mistrzostwach Europy (Zurych 2014)

## Rekordy życiowe
- skok o tyczce (stadion) – 4,76 (4 września 2013, Pilzno), rekord Czech
- skok o tyczce (hala) – 4,71 (2014), były rekord Czech